# Cephalodella lipara
Cephalodella lipara är en hjuldjursart som beskrevs av Myers 1924. Cephalodella lipara ingår i släktet Cephalodella och familjen Notommatidae. Inga underarter finns listade i Catalogue of Life.